# قلعه مونه
قلعه مونه مربوط به دوران‌های تاریخی پس از اسلام است و در شهرستان کهگیلویه، روستای مونه واقع شده و این اثر در تاریخ ۲۴ فروردین ۱۳۸۲ با شمارهٔ ثبت ۸۳۰۵ به‌عنوان یکی از آثار ملی ایران به ثبت رسیده است.